# Diplothelopsis bonariensis
Diplothelopsis bonariensis är en spindelart som beskrevs av Cândido Firmino de Mello-Leitão 1938. 
Diplothelopsis bonariensis ingår i släktet Diplothelopsis och familjen Nemesiidae. Inga underarter finns listade i Catalogue of Life.